# Oakland (bilmärke)

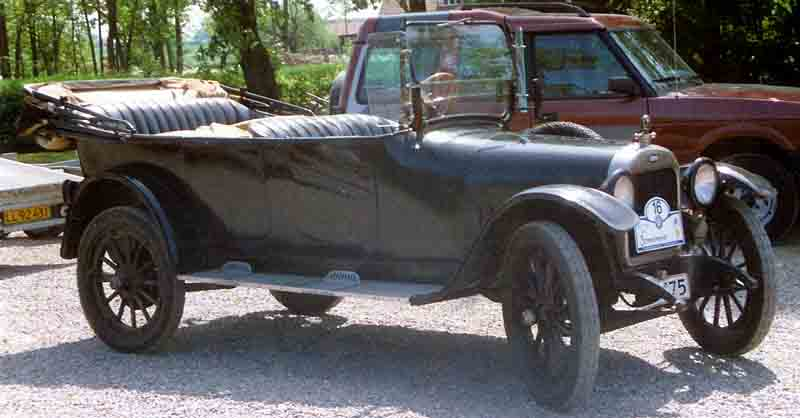
Oakland 1917

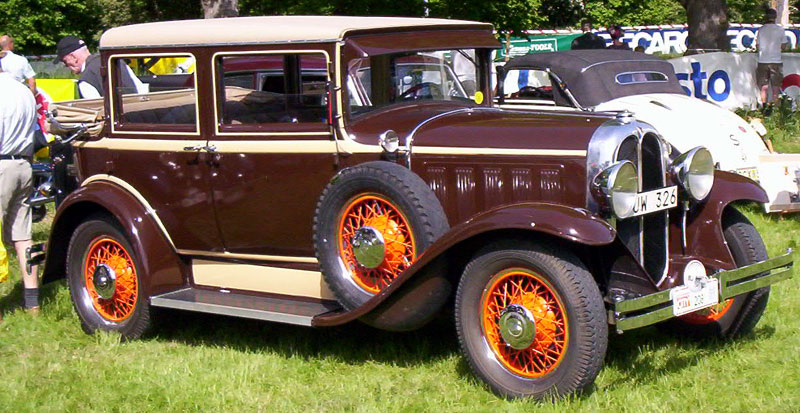
Oakland 1929

Oakland var en amerikansk biltillverkare som byggde bilar i Pontiac, Michigan mellan 1907 och 1931.
Oakland köptes upp av General Motors 1909.

## Historia
Den första Oakland-bilen byggdes av Alanson P Brush, som även varit med och byggt de första Cadillac-bilarna. Den hade tvåcylindrig motor och planetväxellåda. 1909 fick bilarna fyrcylindrig motor och normal växellåda med skjutdrev. Samma år köptes företaget upp av William C. Durants nybildade General Motors. 1913 tillkom en sexcylindrig modell och två år senare även en V8-motor. Mellan 1919 och 1923 såldes bara en sexcylindrig modell med toppventiler. Den ersattes av en sexa med sidventiler. 1926 introducerades det billigare systermärket Pontiac, som snart sålde betydligt bättre än Oakland. 1930 gick Oakland tillbaka till V8-motor, men försäljningen sjönk obevekligt till följd av den stora depressionen och året därpå lade GM ned märket till förmån för det mer framgångsrika Pontiac.